# Bruno Hofstätter
Bruno Hofstätter (ur. 14 maja 1963 w Linzu) – austriacki biathlonista.

## Kariera
W Pucharze Świata zadebiutował 16 stycznia 1986 roku w Anterselvie, zajmując 47. miejsce w biegu indywidualnym. Pierwsze punkty wywalczył blisko rok później, 8 stycznia 1987 roku w Borowcu, zajmując 35. miejsce w biegu indywidualnym. Nigdy nie stanął na podium indywidualnych zawodów PŚ, jednak dokonał tego w drużynie, 20 grudnia 1992 roku w Pokljuce razem z Franzem Schulerem, Wolfgangiem Pernerem i Ludwigiem Gredlerem zwyciężył w sztafecie. Najlepsze wyniki osiągnął w sezonie 1987/1988, kiedy zajął 32. miejsce w klasyfikacji generalnej. W 1989 roku wystąpił na mistrzostwach świata w Feistritz, gdzie zajął 32. miejsce w biegu indywidualnym i dziewiąte w sztafecie. Najlepszy wynik indywidualny osiągnął podczas mistrzostw świata w Borowcu w 1993 roku, zajmując 19. miejsce w sprincie. Zajął też między innymi piąte miejsce w biegu drużynowym na mistrzostwach świata w Mińsku/Oslo w 1990 roku. W 1988 roku wystartował na igrzyskach olimpijskich w Calgary, gdzie wraz z kolegami z reprezentacji zajął czwarte miejsce w sztafecie, a indywidualnie plasował się na początku trzeciej dziesiątki. Brał też udział w igrzyskach w Albertville cztery lata później, gdzie zajął 41. miejsce w biegu indywidualnym i dwunaste w sztafecie.

## Osiągnięcia

### Igrzyska olimpijskie
| Rok  | Miejscowość | Konkurencje | Konkurencje | Konkurencje | Konkurencje | Konkurencje | Konkurencje | Konkurencje |
| Rok  | Miejscowość | IN          | SP          | PU          | MS          | RL          | MR          | SR          |
| ---- | ----------- | ----------- | ----------- | ----------- | ----------- | ----------- | ----------- | ----------- |
| 1988 | Calgary     | 24.         | 23.         | nd.         | nd.         | 4.          | nd.         | –           |
| 1992 | Albertville | 41.         | –           | nd.         | nd.         | 12.         | nd.         | –           |

### Mistrzostwa świata
| Rok  | Miejscowość | Konkurencje | Konkurencje | Konkurencje | Konkurencje | Konkurencje | Konkurencje | Konkurencje |
| Rok  | Miejscowość | IN          | SP          | PU          | MS          | RL          | MR          | SR          |
| ---- | ----------- | ----------- | ----------- | ----------- | ----------- | ----------- | ----------- | ----------- |
| 1989 | Feistritz   | 32.         | –           | nd.         | nd.         | 9.          | nd.         | –           |
| 1990 | Mińsk/Oslo  | DNS         | –           | nd.         | nd.         | 7.          | nd.         | –           |
| 1991 | Lahti       | –           | –           | nd.         | nd.         | 12.         | nd.         | –           |
| 1993 | Borowec     | 46.         | 19.         | nd.         | nd.         | 14.         | nd.         | –           |

### Puchar Świata

#### Miejsca w klasyfikacji generalnej
| Sezon     | Miejsce |
| --------- | ------- |
| 1985/1986 | -       |
| 1986/1987 | ?       |
| 1987/1988 | 32.     |
| 1988/1989 | 53.     |
| 1989/1990 | 58.     |
| 1990/1991 | ?       |
| 1991/1992 | 65.     |
| 1992/1993 | 69.     |
| 1993/1994 | ?       |

#### Miejsca na podium chronologicznie
Hofstätter nigdy nie stanął na podium indywidualnych zawodów PŚ.